# Leucinodes raondry
Leucinodes raondry is een vlinder uit de familie van de grasmotten (Crambidae), uit de onderfamilie van de Spilomelinae. De wetenschappelijke naam van deze soort is voor het eerst gepubliceerd in 1981 door Pierre Viette.
De soort komt voor in Madagaskar.